# RIM-161 Standard Missile 3
Gli Standard Missile 3 (SM-3) sono gli ultimi derivati dalla famiglia di missili superficie-aria imbarcati a bordo di navi statunitensi, nata negli anni 1960. Essi sono soprattutto missili antimissili balistici (ABM), con gittata elevata e una testata cinetica ad autoguida. L'intercettazione avviene nella fase di volo intermedia del missile bersaglio, quando si trova ancora nell'esoatmosfera. Questi missili possono essere impiegati anche per abbattere satelliti nell’orbita bassa terrestre (LEO). I missili fanno parte del più ampio programma Aegis Ballistic Missile Defense System della Marina militare americana, che ha lo scopo di creare una rete di difesa contro attacchi di eventuali ICBM. 
Il nome del sistema Aegis, del quale fa parte l'SM-3, deriva dalla parola inglese, a sua volta proveniente dal latino, che indica lo scudo mitologico delle divinità greche, appunto l'egida appartenuta a Zeus e Atena.

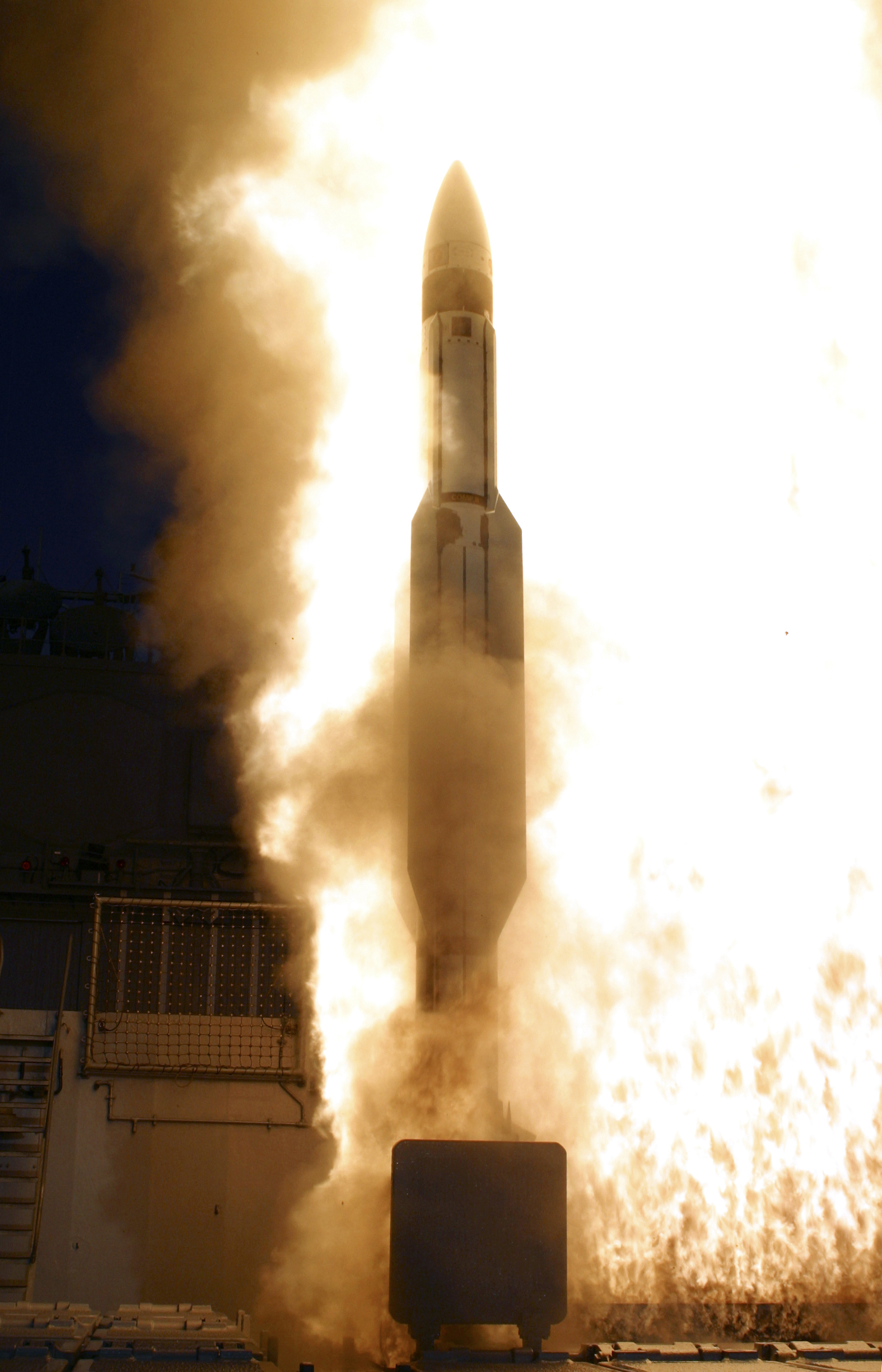
Un SM-3 lanciato dalle celle verticali del sistema Mk 41 con tecnica 'a caldo', cioè il motore si accende prima della partenza.

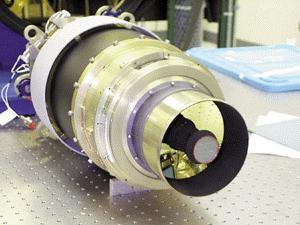
la testata dell'SM-3 è un veicolo spaziale a guida automatica e ad impatto diretto

Le navi dell'US Navy che sono state armate con questi missili sono gli incrociatori della classe Ticonderoga e i cacciatorpediniere della classe Arleigh Burke. Anche la Marina giapponese ha adottato gli SM-3 sui suoi cacciatorpediniere lanciamissili, e in particolare sulle classi Kongo, Atago e Maya.